# Sergi Ferrer-Salat Serra di Migni
Sergi Ferrer-Salat Serra di Migni   (Barcelona, 1968) és un empresari i mecenes cultural català. Fill de Carles Ferrer i Salat i de Blanca Serra de Migni, és Llicenciat en Ciències Econòmiques. El 1998 es va fer càrrec de Ferrer Internacional, empresa farmacèutica fundada pel seu pare a principis de la decada de 1950. El 2020 era president de la Fundació Conservatori del Liceu, a través de la Fundació de Música Ferrer-Salat on es també president. És membre de l'Acadèmia Catalana de Gastronomia i Nutrició. Va formar part de la junta del Círculo Ecuestre. El 2021 va fundar, juntament amb les llibreteres Àurea Perelló i Mireya Valencia, la llibreria Finestres.
El 2023 va comprar la participació majoritària de l'empresa que gestiona el Club de Tennis Sant Gervasi.